# Astragalus renzianus
Astragalus renzianus är en ärtväxtart som beskrevs av Dieter Podlech. Astragalus renzianus ingår i släktet vedlar, och familjen ärtväxter. Inga underarter finns listade i Catalogue of Life.